# Idioma nii
Nii es una lengua trans-neoguineana de la rama Chimbu-Wahgi que se habla en la Provincia de las Tierras Altas Occidentales de Papúa Nueva Guinea.
Nii tiene un número inusual de consonantes laterales: una aproximante dental típica, /l̪/, más fricativas laterales dentales y velares, /ɬ̪/ y /𝼄/, que opcionalmente se expresan entre vocales y no aparecen en la posición inicial.

## Otras lecturas
- Stucky, Al (1994). Organised Phonology Data.